# Agra Barkhera
Agra Barkhera fou un petit principat de l'Índia, format per 12 pobles. La població estimada el 1881 era de 4.500 habitants.
Era un thakurat (el domini d'un thakur o noble) garantit pels britànics, primer part de l'agència de Bhopal i després de la residència de Gwalior a l'Índia Central. El seu sobirà portava el títol de thakur i va rebre el domini de Sindhia al que pagava una renda anual. El 1857 el thakur Chattar Sal es va unir al rebels i el seu estat fou confiscat (1858), i retornat a Gwalior, però posteriorment fou retornat al thakur Balwant Singh que governava vers el 1881. El canvi d'agència es va produir vers el 1905.